# Stephen Crane
Stephen Crane (n. 1 noiembrie 1871 - d. 5 iunie 1900) a fost un prozator, și poet american, promotor al naturalismului și realismului în literatura americană. În scrierile sale a evocat, sub semnul unui realism acut, în special lumea interlopă newyorkeză.
Scriitor prolific, Crane a influențat semnificativ literatura americană fiind considerat ca unul dintre cei mai inovativi scriitori ai generației sale, producând scrieri ce sunt bune exemple de literatură realistă, naturalistă și impresionistă timpurie în literatura americană. Ernest Hemingway l-a inclus pe Stephen Crane pe o listă de autori care trebuie citiți

## Biografie

### Copilărie
Stephen Crane s-a născut la Newark, New Jersey, fiul lui Jonathan Townley Crane, preot al Bisericii Metodiste Episcopale și Mary Helen Peck Crane, fiica unui preot, George Peck. A fost cel de-al 14-lea copil, al nouălea care a supraviețuit și ultimul din copii cuplului Deși bolnăvicios, Stephen dovedește o inteligență vie învățând să citească singur la patru ani.

### Deces
Aflat la tratament în Germania împreună cu partenera sa, Cora Taylor, la stațiunea din Badenweiler, Pădurea Neagră, Crane a decedat pe 5 iunie 1900, la nici 29 de ani, din cauza tuberculozei. În timpul șederii acolo, scriitorul a continuat să lucreze dictând Corei sale mai multe episoade din The O'Ruddy.

## Opera (listă incompletă)

### Antume
- 1892: Maggie, fată a străzilor ("Maggie, a Girl of the Streets");
- 1895: Semnul roșu al curajului ("The Red Badge of Courage");
- 1895: Cavalerii negri ("The Black Riders"), poezie;
- 1896: Mama lui George ("George's Mother")
- 1898: Barca de salvare și alte povestiri de aventuri ("The Open Boat and Other Tales of Adventure");
- 1898: Războiul este blând ("War is Kind) , poezie.
- 1899: Servicu activ ("Active Service"), nuvelă
- 1899: Monstrul ("The Monster");
- 1899: Monstrul și ale povestiri ("The Monster and Other Stories")
- 1899: Răni în ploaie ("Wounds in the Rain")
- Povestiri din Whilomville. New York and London: Harper, 1900.

### Postume
- 1901: Mari bătălii ale lumii ("Great battles of the world")
- 1901: The O'Ruddy
- Stephen Crane: Sullivan County Tales and Sketches[13]